# فيكيديا
فيكيديا هو مشروع موسوعة إنترنت للأطفال ، ويعمل بنفس نظام ميدياويكي ، الموقع متوفر باللغتين الفرنسية ، الإسبانية .
يستهدف هذا المشروع الأطفال من سن 8 سنوات إلى 13 سنة .

## التاريخ
أطلقه ماثياس دامور في 14 نوفمبر 2006 م، وأصبح عالمياً بعد ثلاثة أيام من إطلاق الموقع، وصل عدد المقالات في عام 2008 إلى 3500 مقالة .

## الإدارة
في النسخة الفرنسية يوجد حوالي 25 إدارياً، وفي النسخة الإسبانية يوجد حوالي 5 إداريين فقط .

## الاستخدام في التعليم
يستخدم الموقع في التعليم استخداما واسعا في فرنسا وبلجيكا والكيبيك.